# Cazalla de la Sierra
Cazalla de la Sierra è un comune spagnolo di 5 145 abitanti situato nella comunità autonoma dell'Andalusia.